# Chiesa di Santa Maria Assunta (Selva di Val Gardena)
La chiesa di Santa Maria Assunta (in ladino Dlieja Santa Maria ad Nives, in tedesco Kirche Maria Himmelfahrt), nota come Santa Maria ad Nives, è la parrocchiale di Selva di Val Gardena in provincia autonoma di Bolzano. Appartiene al decanato di Val Gardena della diocesi di Bolzano-Bressanone e risale al XIX secolo.

## Storia

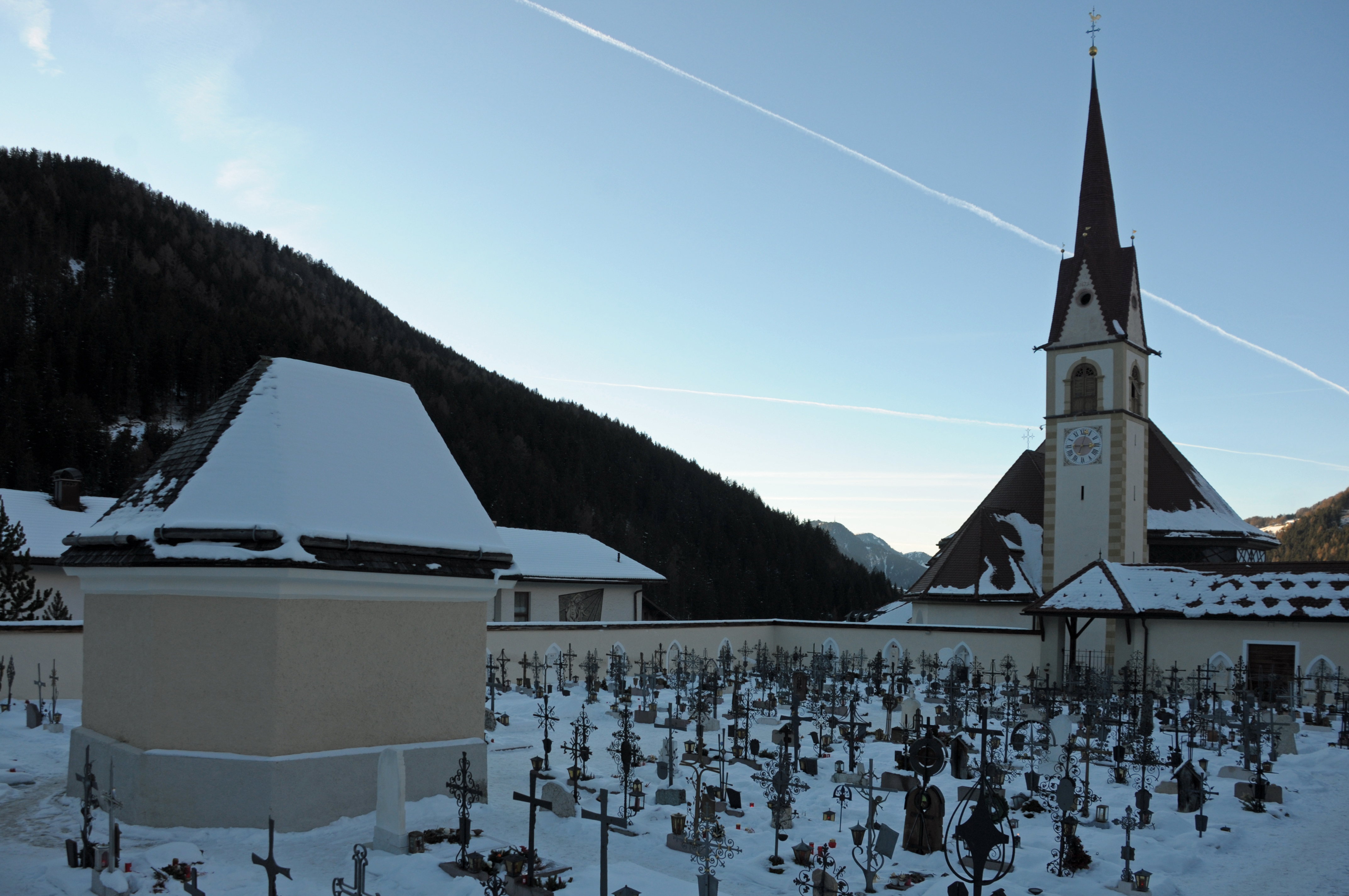
Cimitero della comunità di Selva di Val Gardena, accanto alla chiesa.

Nel 1503 fu  Wilhelm von Wolkenstein che fece costruire a Selva di Val Gardena la primitiva cappella con dedicazione a Maria Ausiliatrice.
Il primo luogo di culto parrocchiale per la comunità venne edificato solo nel 1870, ampliando tale cappella, ma col trascorre degli anni divenne sempre più inadatto ad accogliere l'accresciuto numero di fedeli quindi, nel 1987, fu necessaria la sua quasi completa ricostruzione.
Durante tale ampliamento venne demolita la sala originale ma ne vennero conservati gli arredi storici di valore artistico, come l'altare maggiore risalente al XVII secolo.

## Descrizione

### Esterno
La navata è una struttura moderna a forma ottagonale risalente al XX secolo ma la torre campanaria è originale del XIX secolo, quando venne edificata la parrocchiale.
La Struttura recente conserva sulla sua parete lo stemma in granito che ricorda in particolare Wilhelm von Wolkenstein, la cui famiglia era particolarmente legata al territorio e dove già aveva un castello, castel Wolkenstein.

La torre campanaria si alza sul lato del cimitero. La cella campanaria si apre con quattro finestre a monofora e la parte apicale è una piramide acuta a base ottagonale, tipica delle architetture religiose altoatesine.

### Interno
L'interno della sala è moderno ma conserva al suo interno l'altare maggiore risalente al  XVII secolo con la seicentesca pala raffigurante la Madonna col Bambino , copia del dipinto attribuito a Lucas Cranach il Giovane che era stato preparato per la Kreuzkirche di Dresda o forse per una chiesa di Innsbruck.